# 경기도수자원본부
경기도수자원본부는 경기도의 수질행정의 종합계획수립·조정 및 팔당상수원 보호구역의 관리와 수질개선을 위하여 경기도청 산하에 설치된 사업소이다.
수자원본부장은 지방부이사관으로 보한다.

## 연혁
- 1989년 5월 10일: 경기도팔당상수원관리사무소 설치
- 2006년 9월 18일: 경기도팔당수질개선본부로 변경
- 2014년 10월 2일: 경기도수자원본부로 변경

## 조직
본부장
- 수질정책과
- 수질관리과
- 상하수과
- 수질총량과